# Хиспаноамерика
| 50% | 20% | 5% |
| 30% | 10% | 2% |

Хиспаноамерика (шп. Hispanoamérica) или Хиспанска Америка (шп. América hispana; или Шпанска Америка, América española) је термин који обухвата све земље Америке у којима се говори шпански језик, и које су бивше шпанске колоније. Становници ових земаља на америчком континенту називају се Хиспаноамериканци (шп. hispanoaméricanos).
Иако према свом етимолошком значењу Хиспаноамерика се у ствари односи на Хиспанију (шп. Hispania), стару римску провинцију која је подразумевала цело Иберијско полуострво, укључујући и Португал, модерна употреба речи Хиспанија се односи само на реч „Шпанија“ (што вероватно произилази из чињенице да обе речи звуче веома слично). Зато се формира нови термин, Ибероамерика која се односи на Иберијско полуострво, термин који укључује и Андору, Шпанију, Португал и Бразил. Треба водити рачуна и не мешати ова два термина између себе, као ни термин Латинска Америка.
| Земља                  | Број становника | Површина(км²) | Главни град       |
| ---------------------- | --------------- | ------------- | ----------------- |
| Аргентина              | 38.592.150      | 2.791.810     | Буенос Ајрес      |
| Боливија               | 9.627.269       | 1.095.581     | Ла Паз и Сукре    |
| Чиле                   | 15.980.912      | 756.950       | Сантијаго де Чиле |
| Колумбија              | 41.460.345      | 1.141.748     | Богота            |
| Костарика              | 4.016.173       | 51.100        | Сан Хосе          |
| Куба                   | 11.382.820      | 110.860       | Хавана            |
| Доминиканска Република | 8.895.000       | 48.730        | Санто Доминго     |
| Еквадор                | 13.710.234      | 283.520       | Кито              |
| Салвадор               | 6.704.932       | 20.041        | Сан Салвадор      |
| Хондурас               | 6.974.504       | 112.492       | Тегусигалпа       |
| Гватемала              | 14.655.189      | 108.890       | Гватемала         |
| Мексико                | 116.320.115     | 1.972.550     | Мексико           |
| Никарагва              | 5.465.100       | 129.494       | Манагва           |
| Панама                 | 3.140.232       | 78.200        | Панама            |
| Парагвај               | 6.347.884       | 406.750       | Асунсион          |
| Перу                   | 27.219.264      | 1.285.216     | Лима              |
| Порторико              | 3.916.632       | 9.104         | Сан Хуан          |
| Уругвај                | 3.415.920       | 176.220       | Монтевидео        |
| Венецуела              | 25.730.435      | 916.445       | Каракас           |
| Хиспаноамерика         | 410.671.848     | 12.001.512    |                   |

Друге земље у којима постоји значајан број говорника шпанског језика (Андора, Белизе, Сједињене Америчке Државе, Филипини, Екваторијална Гвинеја и Западна Сахара), не сматрају се делом Хиспаноамерике.